# Basketball-Bundesliga 1974/75
Die Saison 1974/75 ist die neunte Spielzeit der Basketball-Bundesliga. Die höchste Spielklasse im deutschen Vereinsbasketball der Herren, bis 1990 beschränkt auf das Gebiet Westdeutschlands ohne die DDR, wurde in zwei regionalen Gruppen Nord und Süd mit je acht Mannschaften ausgetragen.

## Saisonnotizen
- Meister wurde erstmals seit 1968 der MTV 1846 Gießen, der zwischenzeitlich viermal Vizemeister gewesen war, und in den Finalspielen den USC Heidelberg wie in der Vorsaison zum Vizemeister machten.
- Der bisherige Meister SSV Hagen gewann erstmals den Pokalwettbewerb und verwies den USC Heidelberg auch hier auf den zweiten Platz.
- Zur folgenden Saison wurde eine „eingleisige“ Liga mit insgesamt zehn Mannschaften sowie eine zweigleisige 2. Basketball-Bundesliga eingeführt. Daher stiegen aus den Relegationsrunden je drei Mannschaften aus der höchsten Spielklasse ab und es gab keine direkten Aufsteiger aus den Regionalligen in die höchste Spielklasse.
- Von den Aufsteigern zu dieser Saison konnte RuWa Dellwig die Klasse halten, während die anderen Aufsteiger wieder abstiegen. Zudem verließ mit VfL Osnabrück der Meister von 1969 die Liga und kehrte als VfL nicht mehr zurück.

## Endstände

### Hauptrunde
| # | Mannschaft                       | Punkte | Körbe     |
| - | -------------------------------- | ------ | --------- |
| 1 | SSV Hagen (M)                    | 24:40  | 1237:1003 |
| 2 | TuS 04 Leverkusen (P)            | 23:50  | 1294:1083 |
| 3 | MTV Wolfenbüttel                 | 22:60  | 1247:1066 |
| 4 | RuWa Dellwig (N)                 | 14:14  | 1180:1134 |
| 5 | Hamburger TB                     | 12:16  | 1152:1205 |
| 6 | SSC Göttingen                    | 08:20  | 1101:1220 |
| 7 | VfL Osnabrück                    | 05:23  | 1055:1348 |
| 8 | SG Großburgwedel/Hannover 96 (N) | 04:24  | 1150:1357 |

| # | Mannschaft           | Punkte | Körbe     |
| - | -------------------- | ------ | --------- |
| 1 | MTV 1846 Gießen      | 22:60  | 1320:1141 |
| 2 | USC Heidelberg       | 21:70  | 1225:9990 |
| 3 | 1. FC 01 Bamberg     | 19:90  | 1214:1147 |
| 4 | USC München          | 19:90  | 1293:1186 |
| 5 | ADB Koblenz          | 15:13  | 1185:1174 |
| 6 | USC Mainz            | 06:22  | 1106:1265 |
| 7 | TG Hanau 1837 (N)    | 06:22  | 1133:1337 |
| 8 | TSV 1860 München (N) | 04:24  | 1015:1242 |

| (M) Meister der Vorsaison____           | (N) Neuling (Aufsteiger)____ | (P) Pokalsieger der Vorsaison |
| Fett Für Zwischenrunde qualifiziert____ |  Relegations-Plätze____      |                               |

### Relegationsrunden
| # | Mannschaft                   | Punkte | Körbe     |
| - | ---------------------------- | ------ | --------- |
| 1 | Hamburger TB                 | 20:20  | 1736:1746 |
| 2 | SSC Göttingen                | 18:22  | 1576:1606 |
| 3 | VfL Osnabrück                | 11:29  | 1594:1908 |
| 4 | SG Großburgwedel/Hannover 96 | 04:36  | 1619:1943 |

| # | Mannschaft       | Punkte | Körbe     |
| - | ---------------- | ------ | --------- |
| 1 | ADB Koblenz      | 23:17  | 1748:1699 |
| 2 | TG Hanau 1837    | 12:28  | 1709:1915 |
| 3 | TSV 1860 München | 11:29  | 1570:1786 |
| 4 | USC Mainz        | 09:31  | 1612:1820 |

 Absteiger

### Zwischenrunden
| # | Mannschaft        | Punkte | Körbe   |
| - | ----------------- | ------ | ------- |
| 1 | MTV 1846 Gießen   | 10:20  | 560:520 |
| 2 | TuS 04 Leverkusen | 10:20  | 554:508 |
| 3 | 1. FC 01 Bamberg  | 4:8    | 483:524 |
| 4 | RuWa Dellwig      | 00:12  | 511:556 |

| # | Mannschaft       | Punkte | Körbe   |
| - | ---------------- | ------ | ------- |
| 1 | USC Heidelberg   | 8:4    | 458:435 |
| 2 | MTV Wolfenbüttel | 6:6    | 477:468 |
| 3 | SSV Hagen        | 6:6    | 454:452 |
| 4 | USC München      | 4:8    | 474:508 |

 Halbfinalteilnehmer

### Finalrunde
|  | Halbfinale | Halbfinale        | Halbfinale | Halbfinale | Halbfinale |  |  | Finale | Finale          | Finale | Finale | Finale |
|  |            |                   |            |            |            |  |  |        |                 |        |        |        |
|  |            |                   |            |            |            |  |  |        |                 |        |        |        |
|  | A 1        | MTV 1846 Gießen   | 81         | 78         | 159        |  |  |        |                 |        |        |        |
|  | B 2        | MTV Wolfenbüttel  | 80         | 78         | 158        |  |  |        |                 |        |        |        |
|  |            |                   |            |            |            |  |  |        | MTV 1846 Gießen | 84     | 56     | 140    |
|  |            |                   |            |            |            |  |  |        | USC Heidelberg  | 69     | 67     | 136    |
|  | B 1        | USC Heidelberg    | 79         | 73         | 152        |  |  |        |                 |        |        |        |
|  | A 2        | TuS 04 Leverkusen | 71         | 80         | 151        |  |  |        |                 |        |        |        |
|  |            |                   |            |            |            |  |  |        |                 |        |        |        |

## Meistermannschaft
| Spieler | Spieler            | Spieler              | Spieler    | Spieler | Spieler | Spieler        |
| Nr.     | Nat.               | Name                 | Geburt     | Größe   | Info    | Letzter Verein |
| ------- | ------------------ | -------------------- | ---------- | ------- | ------- | -------------- |
|         |                    | Guards (PG, SG)      |            |         |         |                |
| 4       | Deutschland        | Jörg Bernath         |            |         |         |                |
| 5       | Deutschland        | Henner Weigand       |            |         |         |                |
| 7       | Deutschland        | Dieter Krausch       |            |         |         |                |
| 8       | Deutschland        | Hans Georg Heß       | 05.03.1949 | 188     | A-Nat   |                |
| 9       | Deutschland        | Michael Breitbach    |            |         | (C)     |                |
| 13      | Deutschland        | Roland Peters        |            | 186     | A-Nat   |                |
|         |                    | Forwards (SF, PF)    |            |         |         |                |
| 6       | Deutschland        | Ulrich Strack        | 1957       | 194     |         |                |
| 10      | Deutschland        | Thomas Scheld        |            | 195     |         |                |
| 11      | Vereinigte Staaten | Dennis Curran        |            | 193     |         |                |
| 12      | Deutschland        | Dieter Strack        |            | 194     |         |                |
|         |                    | Center (C)           |            |         |         |                |
| 14      | Deutschland        | Robert Minor         | 01.03.1954 | 196     |         |                |
| 15      | Deutschland        | Eberhard Bauernfeind |            | 198     |         |                |

| Trainer     | Trainer          | Trainer     |
| Nat.        | Name             | Position    |
| ----------- | ---------------- | ----------- |
| Deutschland | Klaus Jungnickel | Cheftrainer |

| Legende      | Legende                     |
| Abk.         | Bedeutung                   |
| ------------ | --------------------------- |
| (C)          | Mannschaftskapitän          |
| A-Nat        | akt. Herren-Nationalspieler |
| Quellen      |                             |
| Teamhomepage |                             |

| Legende      | Legende                     |
| Abk.         | Bedeutung                   |
| ------------ | --------------------------- |
| (C)          | Mannschaftskapitän          |
| A-Nat        | akt. Herren-Nationalspieler |
| Quellen      |                             |
| Teamhomepage |                             |